# حميراء شرقية
حميراء شرقية (الاسم العلمي: Phoenicurus auroreus) (بالإنجليزية: Daurian Redstart)‏ هو نوع من الطيور يتبع جنس الحميراء من فصيلة خاطفات الذباب.